# Szabad Szó (folyóirat, 1889–1952)
Szabad Szó (1889. október 28 — 1952. február 3.) politikai, társadalmi és közgazdasági lap. Periodicitása: változó, hetilap és/vagy napilap. A szociáldemokrata földmunkások Szentesen kezdték szerkeszteni, 1901-től már Budapest a székhelye.
1938. december 4-től a népi írók sajtóorgánuma lett Szabó Pál új kiadótulajdonos vezetésével. 1945. március 27-től a Nemzeti Parasztpárt napilapja. A kommunista diktatúra 1949-es bevezetése után is élt még pár évet a lap Erdei Sándor (1949), majd Nánási László (1950-52) szerkesztésében.
Jeles szerkesztői: Mezőfi Vilmos, 1939-től Szabó Pál, Bajcsy-Zsilinszky Endre, Kovács Imre, 1945-től Boldizsár Iván, Márkus István, 1946-tól Darvas József.
Határon innen és túl voltak kiváló munkatársai, köztük Balogh Edgár, Erdei Ferenc, Féja Géza, Illyés Gyula, József Attila, Juhász Gyula, Móricz Zsigmond, Veres Péter, Kerek Ferenc.